# 花のお嬢吉三
花のお嬢吉三（はなのおじょうきちざ）は宝塚歌劇団の舞台作品。花組公演。
1974年1月1日から1月29日（新人公演：1月16日）まで宝塚大劇場で公演された。
形式名は「舞踊劇」。10場。
併演作品は『カルナバル・ド・タカラヅカ』。

## 解説
※『宝塚歌劇100年史（舞台編）』の宝塚大劇場公演を参照。
歌舞伎「三人吉三廓初買」を題材に、正月向けに作られた作品。お嬢吉三は興行中に不祥事を起こして座を追われる。その後、茶屋の娘・おとせに出会うが、お嬢はおとせの持っていたお金を奪ってしまう・・・。
甲にしきの宝塚サヨナラ公演。

## スタッフ
- 作・演出：内海重典[1]
- 振付：二世西川鯉三郎[1]
- 作曲・編曲：寺田瀧雄[1]、入江薫[1]、河崎恒夫[1]
- 音楽指揮：野村陽児[1]
- 装置：石浜日出雄[2]
- 衣装：小西松茂[2]、中川菊枝[2]
- 照明：今井直次[2]
- 小道具：万波一重[2]
- 効果：中田正廣[2]
- 音響監督：松永浩志[2]
- 演出補：酒井澄夫[2]
- 演出助手：太田哲則[2]
- 制作：大谷真一[2]

## 主な出演者
本公演（配役も含む）
- 市川小団次：春日野八千代[1]（特別出演[4]）
- お嬢吉三：甲にしき[1]
- 和尚吉三：松あきら[1]
- お坊吉三：瀬戸内美八[1]
- 頭取：淡路通子[1]
- お駒：水穂葉子[1]
- 十三郎：麻月鞠緒[1]
- おとせ：上原まり[1]
- 太郎衛門：立ともみ[1]
- 茶店の女：八汐みちる[1]
- 八重：有花みゆ紀[1]
- 歌手：銀あけみ[1]、明日香みやこ[1]

新人公演（配役も含む）
- 小団次：麻月鞠緒[3]
- お嬢吉三：汐見里佳[3]
- 和尚吉三[要出典]：風美圭[2]
- お坊吉三[要出典]：宝純子[2]
- おとせ：舞小雪[3]
- 八重[要出典]：島ゆり[2]
- 十三郎[要出典]：新城まゆみ[2]